# Гвоздева, Ольга Владимировна
Ольга Владимировна Гвоздева (род. 19 февраля 1972, Нижний Тагил, Свердловская область, РСФСР, СССР) — мастер спорта России, заслуженный тренер России по гребному слалому.

## Биография
Родилась 19 февраля 1972 года в городе Нижний Тагил Свердловской области в семье основателя «Школы гребного слалома» в Нижнем Тагиле Владимира Юрьевича Кайгородова (род. 28.04.1949 года) и тренера по плаванию и гребному слалому Татьяны Сергеевны Кайгородовой (Халтуриной) (14.06.1949—24.04.2001).
Будучи школьницей занималась в секции спортивного ориентирования в МБУ ДО «Городская станция юных туристов» города Нижний Тагил. Тренировалась у Маркина Валерия Петровича. Была неоднократным победителем и призёров крупных Всероссийских и международных соревнований.
Окончила среднюю школу в 1989 году. Высшее образование получила в Нижнетагильском государственном педагогическом институте, где закончила в 1994 году индустриально-педагогический факультет по специальности «общетехнические дисциплины и труд».
Трудовую деятельность начала ещё в 1990 году в МБУ ДО «Городская станция юных туристов» в качестве педагога дополнительного образования по гребному слалому, помогая своим родителям, где они в это время работали.
В 1999—2012 годах руководила подготовкой отделения гребного слалома в ДЮСШ «Высокогорец», работая тренером-преподавателем по гребному слалому, тренером сборной команды города, а затем тренером сборной команды Свердловской области. С 2001 года стала руководителем отделения «Школа гребного слалома» и главным тренером сборной команды Свердловской области.
C 2008 года является вице-президентом РОО «Свердловская областная федерация гребного слалома», с 2014 года член президиума OOO "Федерация гребного слалома России", тренер-преподаватель, тренер — высшая категория, педагог дополнительного образования — высшая категория.
Семья
Сын Гвоздев Олег Вячеславович выпускник Нижнетагильского государственного социально-педагогического института филиала Российского государственного профессионально-педагогического университета, член сборной команды Свердловской области, мастер спорта России по гребному слалому.

## Тренерская работа
Среди её воспитанников:
Михаил Кузнецов и Дмитрий Ларионов — Заслуженные мастера спорта России, одиннадцатикратные победители Кубка России (2004—2014 г.г.), восьмикратные чемпионы России (2006—2014 г.г.) в каноэ двойке среди мужчин, участники трёх Олимпийских Игр: в Пекине (2008) - 3 место, в Лондоне (2012) - 14 место и в Рио-де-Жанейро (2016г) - 6 место, первые и единственные в России бронзовые призёры Олимпийских Игр по гребному слалому в каноэ двойке (С-2м), призёры чемпионатов Европы и Кубков мира. 
Мастера спорта и чемпионы России: Бизяев Павел (бронзовый призёр первенства Европы 2010), Доронин Евгений (серебряный призёр первенства Европы 2011), Мастера спорта и призёры чемпионата России: Снегирёв Юрий (бронзовый призёр первенства мира 2012 г.), Базин Кирилл, Банков Антон.
Мастера спорта международного класса: Губенко Никита - МСМК, победитель и призёр чемпионатов и Кубков мира в экстрим слаломе (К-1м экстрим), чемпион России и победитель Кубков России в мужской байдарке (К-1м) и экстрим слаломе (К-1м экстрим). Храмцов Дмитрий - МСМК бронзовый призёр чемпионата Европы и чемпионата мира (2019) в командной гонке каноэ одиночка мужчины (3хС-1м), чемпион России и победитель первенств России в каноэ одиночке (С-1м) и экстрим слаломе (К-1м экстрим)
Ольга Владимировна тренирует членов сборной команды России, которые являются призёрами и победителями Всероссийских и межрегиональных соревнований по гребному слалому. Главный тренер Свердловской области по гребному слалому (2001 г. - но настоящее время). Работает в группе с тренерами Салтановым Сергеем Вадимовичем и Базиным Кириллом Владиславовичем.

## Награды
За свои достижения неоднократно была отмечена наградами:
- 1992 — мастер спорта России (№ 1465 от 15.09.1992);
- 2008 — почётная грамота республики Башкортостан «За большой вклад в развитие Олимпийского движения и подготовку спортсменов высокого класса» (указом президента РБ № 54220 от 5.11.2008 г.);
- 2009 — заслуженный тренер России (№ 009661 приказ № 170-нг от 20.05.2009);
- 2009 — почётная грамота Министерства образования и науки Российской Федерации (приказ № 1337/к-н от 08.10.2009 г.);
- 2010 — Медаль ордена «За заслуги перед Отечеством» 2 степени (№ 102596 указ Президента РФ от 18.11.2010);
- 2013 — почётный работник общего образования Российской Федерации (№ 209419 приказ № 860/К-Н от 10.10.2013);
- 2013 — Почётная грамота Министерства общего и профессионального образования Свердловской области «За успехи в профессиональной деятельности и многолетний добросовестный труд» (приказ № 38-Н от 19.03.2013 г.);
- 2014 — знак отличия «Спортивная доблесть» (№ 27, указ Губернатора СО № 541-УГ от 05.11.2014);
- 2015 — знак отличия города Нижний Тагил «За заслуги перед городом Нижний Тагил» (№ 18 постановление № 1923-ПА от 28.07.2015).
- 1999—2017 — десятикратный победитель и призёр городского смотра-конкурса «на лучшую постановку учебно-тренировочного процесса среди тренеров по олимпийским видам спорта»;
- 2016 — победитель премии «Человек года» от TagilCity.ru в номинации «За здоровье»;
- 2018 — медаль «Лучшие тренеры за все время» вручил министр иностранных дел Сергей Лавров на X Конференции Федерации по гребному слалому в Москве[4].